# ヒルベルト行列
線形代数学において正方行列 {\displaystyle H} がヒルベルト行列（ひるべるとぎょうれつ、英: Hilbert matrix）であることの定義は，その {\displaystyle (i,j)} 要素 {\displaystyle H_{i,j}} が次のような単位分数であることである：
{\displaystyle H_{i,j}={\frac {1}{i+j-1}}}
例として5次のヒルベルト行列を示す：
{\displaystyle H={\begin{bmatrix}1&{\frac {1}{2}}&{\frac {1}{3}}&{\frac {1}{4}}&{\frac {1}{5}}\\[4pt]{\frac {1}{2}}&{\frac {1}{3}}&{\frac {1}{4}}&{\frac {1}{5}}&{\frac {1}{6}}\\[4pt]{\frac {1}{3}}&{\frac {1}{4}}&{\frac {1}{5}}&{\frac {1}{6}}&{\frac {1}{7}}\\[4pt]{\frac {1}{4}}&{\frac {1}{5}}&{\frac {1}{6}}&{\frac {1}{7}}&{\frac {1}{8}}\\[4pt]{\frac {1}{5}}&{\frac {1}{6}}&{\frac {1}{7}}&{\frac {1}{8}}&{\frac {1}{9}}\end{bmatrix}}}
このようなものを定義する動機としては次のような積分を考えると良い：
{\displaystyle \int _{0}^{1}(x^{i-1})(x^{j-1})\,dx=\int _{0}^{1}x^{i+j-2}\,dx={\frac {1}{i+j-1}}=H_{i,j}}
すなわちヒルベルト行列は区間[0,1]での {\displaystyle x} の冪乗に対するグラム行列である。

## 歴史的経緯
ヒルベルト行列の初出はダフィット・ヒルベルトの論文集に収められた論文 "Ein Beitrag zur Theorie des Legendreschen Polynoms"である。
この論文は近似理論における以下の問題を扱っていた：

区間 {\displaystyle I=[a,b]} が与えられたとき、任意の小さな正数εに対し、"整数"係数の非零な多項式 {\displaystyle P} を適当に選んで、積分
{\displaystyle \int _{a}^{b}P(x)^{2}\,dx}
をεより小さくできるだろうか？　

ヒルベルトは、ヒルベルト行列の行列式の漸近形を使って区間の長さ {\displaystyle b-a} が4未満ならばこれが可能であることを示した。
ヒルベルトは {\displaystyle n} 次のヒルベルト行列 {\displaystyle H} の行列式を閉じた式で求めた：
{\displaystyle \det(H)={{c_{n}^{\;4}} \over {c_{2n}}}}
ここで {\displaystyle c_{n}} は次のように書ける：
{\displaystyle c_{n}=\prod _{i=1}^{n-1}i^{n-i}=\prod _{i=1}^{n-1}i!}
ヒルベルトは次のような興味深い事実を指摘している。すなわちヒルベルト行列の行列式の逆数は整数であり、その整数はルジャンドル多項式に関連するある種の超幾何多項式の判別式として書ける。これは次の恒等式からも分かる：
{\displaystyle {1 \over \det(H)}={{c_{2n}} \over {c_{n}^{\;4}}}=n!\cdot \prod _{i=1}^{2n-1}{i \choose [i/2]}}
{\displaystyle \log c_{n}} に対してオイラー＝マクローリンの総和公式を適用することで、ヒルベルトは次の漸近形を得た：
{\displaystyle \det(H)=4^{-n^{2}+r_{n}}}
ここで誤差項 {\displaystyle r_{n}} は {\displaystyle o(n^{2})} である。より正確な漸近形は階乗に対するスターリングの公式を使って
{\displaystyle \det(H)=a_{n}\,n^{-1/4}(2\pi )^{n}\,4^{-n^{2}}}
として得られる。ここで {\displaystyle a_{n}} は {\displaystyle n\to \infty } のとき定数
{\displaystyle a_{\infty }=0.6450...} に収束する。

## 性質
ヒルベルト行列は対称行列、特にハンケル行列である。
また正定値行列である。
ヒルベルト行列は全正値行列であり、すなわち全ての部分行列の行列式が正である。
ヒルベルト行列は悪条件の行列の代表例であり、数値計算において極めて扱い辛い。
例えば2-ノルムによる条件数を冒頭の5次行列の例に対し計算すると{\displaystyle 4.8\times 10^{5}}となる。
条件数は次数 {\displaystyle n\to \infty } に対し {\displaystyle O(e^{3.5255n}/{\sqrt {n}})} のように増大する。
上述の通りヒルベルト行列の行列式は閉じた式で書けるが、これはコーシー行列式の特別な場合である。
ヒルベルト行列の逆行列も閉じた式で書ける。
具体的には、その {\displaystyle (i,j)} 要素は
{\displaystyle (H^{-1})_{i,j}=(-1)^{i+j}(i+j-1){n+i-1 \choose n-j}{n+j-1 \choose n-i}{i+j-2 \choose i-1}^{2}}
であり（{\displaystyle n} は元のヒルベルト行列の次数）、いずれも整数である。
(このことからも行列式の逆数が整数であることがわかる)